# 동서독 기본 조약
독일연방공화국과 독일민주공화국 관계의 기초에 관한 조약(독일어: Vertrag über die Grundlagen der Beziehungen zwischen der Bundesrepublik Deutschland und der Deutschen Demokratischen Republik, 영어: Treaty concerning the basis of relations between the Federal Republic of Germany and the German Democratic Republic)은 서독과 동독이 서로를 주권국으로 인정한 조약이다. 동서독 기본 조약(독일어: Grundlagenvertrag, 영어: Basic Treaty)이라고도 한다.
제2차 세계 대전을 일으켰다가 패전한 독일은 서독과 동독으로 나누어졌고 수도 베를린도 서베를린과 동베를린으로 분단됐다. 그런데 서베를린이 동독 영토의 한복판에 위치해 항상 안보 위협에 시달려야 했고 서독은 이 문제를 해결하기 위해 상당한 노력을 기울였다. 그리고 이는 아직 전독일에 대한 책임과 권한을 가지고 있는 연합국 4개국과의 협의를 통해 베를린 4국 협정이 체결되면서 어느 정도 결실을 볼 수 있었다. 하지만 민감한 주제였던 서베를린의 지위에 대해서는 협의가 이루어지지 못했고 서독 연방총리인 빌리 브란트는 이 문제를 동독과 직접 협상해서 해결하길 바랐다.
서독은 1민족 2국가론을 내세우며 서독과 동독은 특별한 관계에 해당하고 따라서 대사가 아닌 상주대표를 파견해야 한다고 주장했다. 반면에 동독은 민족이란 혈통, 문화, 언어의 동질성뿐 아니라 계급 구조에 의해서도 결정된다며 동독인은 서독인과 별개의 민족임을 주장하며 2민족 2국가론에 따라 서독을 외국으로 대했다. 하지만 서독은 동독이 원하던 법률상 승인에 완강히 반대했다.
1972년 7월 브란트는 에곤 바르를 동독에 파견해 미카엘 콜과 협상을 하도록 했다. 처음엔 큰 진전이 없었으나 미국과 소련 사이에서 동서독 회담의 신속하고 성공적인 타결을 지원하기로 하면서 급물살을 타기 시작했다. 바르는 9월 동베를린을 찾은 뒤 10월 모스크바를 찾아 기본 조약에 포함될 내용을 논의했다. 소련도 미국, 영국, 프랑스와 함께 동서독의 유엔 가입 문제 등을 논의했다.
소련의 압력이 거세지자 동독은 서독의 법률적 승인과 대사 교환에 있어서 양보할 뜻을 비쳤다. 이어서 11월에는 민족 문제에 관해 동서독 사이에 견해 차이가 있음을 인정하고 더 이상 논의하지 않기로 합의하면서 중요 문제가 해결되었다. 12월 동베를린에서 바르와 콜은 기본 조약에 서명했다.
서독과 동독은 유럽의 국경선을 존중하고 무력의 위협이나 사용을 포기하기로 약속했다. 또한 군비 축소을 위해 노력하고 국내외 문제의 독립과 주권을 존중하며 경제·과학·기술·교통·법적 교류와 우편·통신·보건·문화·체육·환경 분야에서의 협력에 합의했다. 또한 동독이 요구한 대사관 교환 대신 서독의 요구가 관철돼 상주 대표부를 교환하기로 했다.
1973년 5월 독일 연방의회에서 기본 조약 비준을 위한 토의가 열렸다. 보수 야당인 기민련-기사련은 불법 정권인 동독을 정당화하고 통일에 대한 기본법을 무력화하며 전독일에 관한 4개국의 권한과 책임을 약화하는 조약이라고 맹비난했다. 이에 대해 사민당-자민당 연립정권은 기본조약이 독일 분단을 인정하는 것이 아니라고 반박했다.
11일과 25일 연방하원과 상원에서 기본조약이 차례대로 비준되었다. 이에 바이에른주정부는 기본조약이 기본법의 정신을 어겼다며 연방헌법재판소에 효력정지 가처분을 신청했으나 6월 5일 기각됐고 기본조약은 21일 발효됐다. 7월 31일 헌재는 기본조약에 대해 하나의 독일 국적만이 존재하며 동서독 간의 경계선은 서독의 주 경계선에 상응하고 연방정부는 독일 민족의 단일성을 평화적인 방법으로 대표해야 하며 동독은 독일의 일부지 외국이 아니라고 판결했다. 이는 서독이 추진하는 통일 정책의 기본 내용이 되었다.
9월에 동서독이 동시에 유엔에 가입했으며 1974년 5월 본과 동베를린에 동서독의 상주 대표부가 들어섰다.

## 같이 보기
- 베를린 4국 협정